# Saleh Kharabsheh
Pour les articles homonymes, voir Kharabsheh.
 (octobre 2017).
Saleh Kharabsheh est, depuis juin 2017, le ministre de l'Énergie et des ressources minérales de Jordanie.

## Biographie
Saleh Kharabsheh est titulaire d'un doctorat obtenu à l'université de Floride, d'une maîtrise en ingénierie de l'université de Jordanie et d'un baccalauréat en génie mécanique. 
Puis il a été secrétaire général du ministère de la Planification et de la coopération internationale, membre du conseil d'administration du Centre national de développement des ressources humaines, de la Fondation jordanienne pour les projets en développement, du Fonds national de soutien aux crédits agricoles. 
Saleh Kharabsheh a également travaillé comme professeur à l'université Hashemite et comme consultant au PNUD. 

### Ministre de l'Énergie et des ressources minérales
Saleh Kharabsheh a été nommé, par décret royal, ministre de l'Énergie et des ressources minérales de Jordanie en juin 2017. Il remplace à ce poste Ibrahim Saif.